# Pompa skrzydełkowa

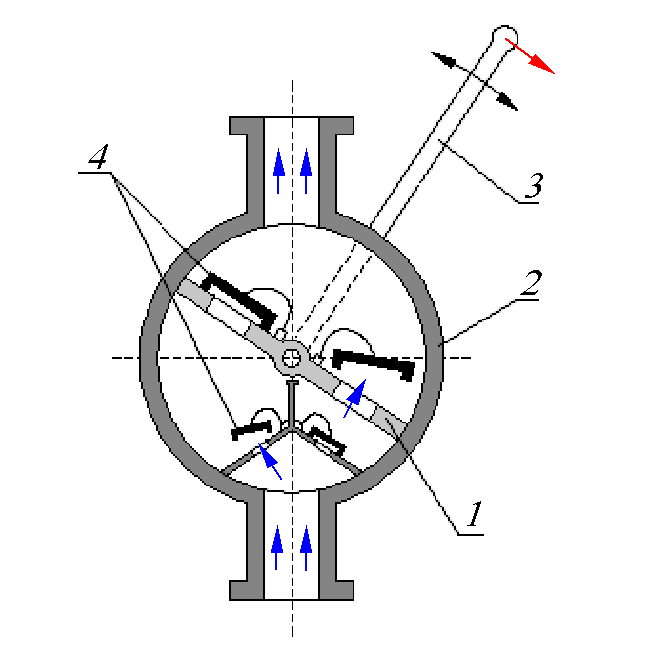
Pompa skrzydełkowa: 1- obrotowy tłok połączony z rękojeścią 3, 2- korpus, 4 -zawory

Pompa skrzydełkowa – odmiana pompy wyporowej o wahadłowym ruchu organu roboczego.
Schemat pompy skrzydełkowej przedstawia rysunek. Skrzydełkowy tłok umieszczony w cylindrycznym korpusie, napędzany jest dźwignią. Dwa zawory ssawne i dwa tłoczne otwierają i zamykają się zgodnie z ruchem tłoka pozwalając cieczy wpływać lub wypływać do lub z na przemian zwiększających i zmniejszających swe objętości komór ssawnych. Ciecz bezpośrednio z komory tłocznej wpływa do rurociągu tłocznego.
Pompy skrzydełkowe, ze względu na swą zwartą konstrukcje znalazły zastosowanie na wszelkiego rodzaju jachtach, statkach i okrętach, a także jako pompy ogrodowe.